# 21 février 1956

## Naissances
- Ha Jin, écrivain américain d'origine chinoise
- Nancy Fiddler, fondeuse américaine
- Monica McGowan Johnson (morte le 1er novembre 2010), scénariste et productrice américaine
- Sally Jewell, femme d'affaires et femme politique américaine

## Décès
- Jake Guzik (né le 20 mai 1886), conseiller financier américain
- Charlotte Phoyeu (née le 27 juin 1885), écrivain française
- Camillo Bregant (né le 24 juillet 1879), général austro-hongrois

## Autres événements
- Début de la 48e Assemblée générale de l'Île-du-Prince-Édouard
- Dans le gouvernement Guy Mollet :
  - Jacques Chaban-Delmas est nommé ministre sans portefeuille
  - Maurice Lemaire est nommé secrétaire d'État à l'Industrie et au Commerce